# Ангами (язык)
Ангами (также: гнами(ей), нгами, тсогами, тсугуми, монр, тсангл(о), тенду(ди)) — Тибето-бирманский язык, на котором говорят в Наг-хиллз в северо-восточной части Индии.
Есть несколько диалектов, наиболее известные из них: чокри (чакрома, западный ангами), конома и кохима, кроме них есть диалекты дзуна, кехена, мима, нали, мозоме, тенгима и теньидье.
В 2001 году, по оценкам специалистов, на ангами говорили 125 000 носителей. По данным ЮНЕСКО в системе «Жизнеспособность и угроза языков», ангами находится на уровне «уязвимого», что означает, что на нем все еще говорят большинство детей, но «может быть ограничено определенными областями».

## Грамматика и лексика
Грамматики и лексиконы ангами доступны на Теньиди и на английском языке. Эти собрания часто противоречат анализу фонематической или синтаксической природы языка. Противоречия связаны с разницей во времени документации и выбором информантов из разных диалектов. Это наиболее заметно в более ранних языковых документах (1870—1960-е гг.), в основном написанных христианскими миссионерами. Метаданные информаторов и источники не были указаны, и любой диалект ангами считался «стандартом» ангами в регионе Нагаленд.